# Myllaena intermedia
Myllaena intermedia – gatunek chrząszcza z rodziny kusakowatych i podrodziny rydzenic.

## Taksonomia
Gatunek ten opisany został po raz pierwszy w 1837 roku przez Wilhelma Ferdinanda Erichsona.

## Morfologia

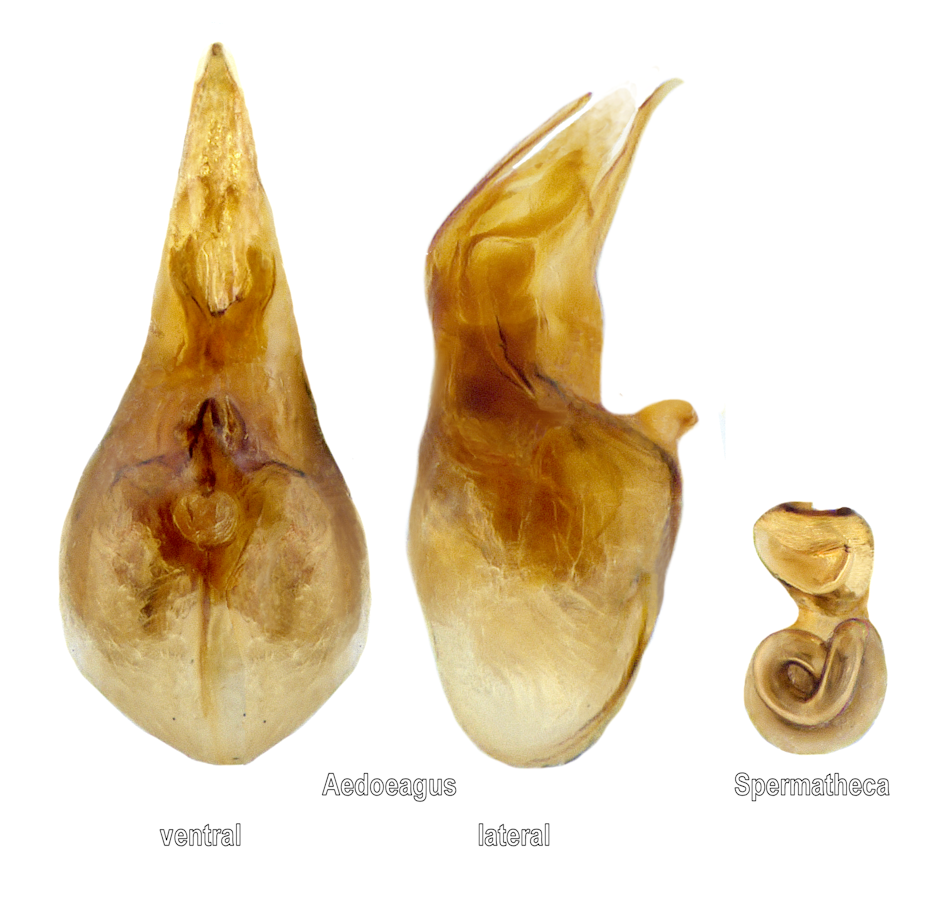
Genitalia

Chrząszcz o wydłużonym, łódkowatym w zarysie ciele długości od 2,2 do 2,6 mm. Ubarwienie ma smoliście brązowe z jaśniejszymi odnóżami. Wierzch ciała gęsto porastają jedwabiście połyskujące włoski oraz gęsto rzeźbią bardzo drobne punkty. Głowa i czułki są krótsze niż u M. elongata. Człony w środkowej części czułków są wyraźnie dłuższe niż szerokie. Przedplecze jest 1,6 raza szersze od głowy i 1,4 raza szersze niż dłuższe. Owłosienie przedplecza kieruje się prosto ku tyłowi. Długość pokryw mierzona na szwie wynosi 0,8 długości przedplecza. Odwłok zwęża się silnie od nasady ku tyłowi. Samica ma tylną krawędź szóstego sternitu równomiernie zaokrągloną i pozbawioną gęstego szeregu kolcowatych szczecin.

## Ekologia i występowanie
Owad rozmieszczony od nizin po góry. Zasiedla stanowiska silnie wilgotne, w tym torfowiska, młaki, podmokłe łąki śródleśne i pobrzeża wód. Bytuje wśród wilgotnego mchu i pod gnijącymi szczątkami roślinnymi.
W Europie gatunek znany z Portugalii, Hiszpanii, Irlandii, Wielkiej Brytanii, Francji, Belgii, Holandii, Niemiec, Szwajcarii, Austrii, Włoch, Danii, Szwecji, Norwegii, Finlandii, Estonii, Łotwy, Litwy, Polski, Czech, Słowacji, Węgier, Ukrainy, Rumunii, Bułgarii, Słowenii, Chorwacji, Bośni i Hercegowiny, Serbii, Czarnogóry, Albanii, Macedonii Północnej, Grecji i europejskiej części Rosji. W Afryce Północnej notowany z Maroka, Algierii, Tunezji i Egiptu. W Azji stwierdzony z Gruzji, Azerbejdżanu i Kazachstanu. Ponadto podawany z Australii, Nowej Zelandii i Ameryki Północnej.